# Glicogenosi
Le glicogenosi (note anche con l'arconomo GSD, dall'inglese "glycogen storage disease") sono un gruppo di malattie metaboliche rare che colpiscono un bambino su 100 000 nati. Sono dovute alla carenza o al deficit funzionale di uno degli enzimi coinvolti nel metabolismo del glicogeno, il polisaccaride che funge da deposito e da riserva per le molecole di glucosio, che l'organismo utilizza prontamente in caso di bisogno di energia. Un accumulo di glicogeno nei tessuti (fegato, muscoli, rene, cervello) provoca gravi alterazioni organiche. Le persone affette da glicogenosi, non potendo utilizzare i propri depositi di zuccheri, sono costrette a mangiare continuamente sia di giorno sia di notte per evitare di cadere in ipoglicemia, con possibile insorgenza di convulsioni e coma, pertanto richiedono una continua e attenta sorveglianza.
I difetti enzimatici alla base delle glicogenosi sono causati da errori del genoma, che si trasmettono per via ereditaria come fenotipo autosomico recessivo, tranne il tipo VIII, che si eredita come fenotipo recessivo legato al cromosoma X.
Attualmente si conoscono otto forme di glicogenosi:
- GSD tipo I: detta anche malattia di von Gierke, è una forma severa che colpisce 1/100 000 abitanti, l'enzima mancante è il G6P-fosfatasi, presente solo nel fegato; i soggetti affetti da questa patologia non possono resistere al digiuno, andando incontro velocemente ad una crisi ipoglicemica. il G6P-fosfatasi è l'unico enzima in grado di convertire il glicogeno in glucosio, è l'unico enzima del glicogeno all'interno del reticolo endoplasmatico, è presente solo nel fegato e in piccole percentuali nel rene, idrolizza anche il carbamilfosfato e il pirofosfato, si forma nel citosol e un trasportatore lo veicola al reticolo endoplasmatico (RE). Tuttavia in alcune glicogenosi di tipo I il G6P-fosfatasi può essere presente, ma viene a mancare il trasportatore di questo che lo veicola al RE. I sintomi che caratterizzano questo tipo di glicogenosi sono: ipoglicemia a digiuno, epatomegalia (dovuta ad un aumento del glicogeno nel fegato), ritardata crescita nell'adolescenza, iperlipidemia con possibile steatosi, aumento dei corpi chetonici  e un aumento degli acidi grassi in circolo (perché l'ipoglicemia induce formazione di corpi chetonici, prodotti a partire dagli acidi grassi mobilizzati dal tessuto adiposo). Esistono forme diverse di glicogenosi di tipo I:
  - Ia, dove è assente l'unità catalitica di G6P-fosfatasi;
  - IaSP, dove manca una proteina che stabilizza l'enzima;
  - Ib: manca il trasportatore per il RE;
  - Ic: manca il trasportatore di Pi e PP;
  - Id: manca il trasportatore del glucosio dal citosol al reticolo.
- GSD tipo II: malattia di Pompe o deficit di maltasi acida. L'enzima mancante è  l'α-1,4-glucosidasi: questo enzima non è specifico per il glicogeno, ma idrolizza anche i legami del maltosio (disaccaride costituito da due molecole di glucosio con legame α-1,4-glucosidico) e tutti gli altri materiali aventi questo tipo di legame. L'accumulo si presenta a carico di tutti i tessuti, ma soprattutto a livello del fegato e del muscolo scheletrico. Non si riscontrano alterazioni dell'omeostasi glicemica. Esiste una forma infantile severa caratterizzata da cardiomegalia, ipotonia muscolare ed epatomegalia, in questo caso il decesso del paziente si riscontrerà entro i primi 2-3 anni di vita.
- GSD tipo III: nota anche come malattia di Cori-Forbes, riproduce anche se in forma più lieve i sintomi di quella di tipo I. L'enzima mancante è l'enzima deramificante, quindi il glicogeno riesce ad essere degradato solo parzialmente e il quantitativo di glucosio liberato sarà ridotto. Si instaura un aumento di glicogeno epatico e muscolare, caratterizzato da numerose ramificazioni e catene laterali molto corte. È necessario seguire una dieta controllata.
- GSD tipo IV: detta anche malattia di Andersen, è tra le più rare di tutte le glicogenosi, l'enzima mancante è l'enzima ramificante (glucosil-(4→6)-transferasi), l'assenza di questo comporta una sintesi anomala di glicogeno con scarse ramificazioni e quindi poco solubile. Le manifestazioni cliniche sono: epatomegalia, cirrosi con ipertensione portale, ipotono muscolare e morte nei primi 2-3 anni di vita. È una patologia multisistemica, quindi, il trapianto di fegato a lungo termine non è ancora noto.
- GSD tipo V: deficit di fosforilasi muscolare (malattia di McArdle) si manifesta in individui nel secondo-terzo decennio di vita, in soggetti che presentano una storia di mioglobinuria, dolori e crampi muscolari.
- GSD tipo VI: deficit di fosforilasi epatica (malattia di Hers) può essere:

X-linked: con un deficit dell'attività fosforil-chinasica del fegato;

autosomica: o con deficit dell'attività fosforil-chinasica a carico di fegato e muscolo o con deficit dell'attività fosforilasica del fegato.
- GSD tipo VII: deficit di fosfofruttochinasi muscolare (malattia di Tarui), il compito di questo enzima è quello di convertire il F6P in F1,6BP. È un enzima chiave nella regolazione della glicolisi. Manifestazioni cliniche sono: affaticamento muscolare e intolleranza all'esercizio fisico.
- GSD tipo VIII: caratterizzata dalla presenza dell'enzima fosforilasi epatica, ma in forma inattiva. Manifestazioni cliniche sono: epatomegalia presente dalla prima infanzia e progressiva cerebropatia degenerativa.

I tipi I, II, III sono le forme più frequenti, coprendo più del 90% dei casi. I soggetti affetti da glicogenosi devono alimentarsi almeno due volte durante la notte. Ciò comporta un sonno non sereno né per loro né per i loro genitori o chi sta loro accanto. Per ovviare a ciò può essere utilizzata la nutrizione enterale notturna, che consente al piccolo di riposare serenamente. Ciò richiede l'applicazione di un sondino naso-gastrico, cioè un tubicino che attraverso la narice raggiunge lo stomaco del paziente. Il sondino va poi collegato con un raccordo a una pompa che spinge per tutta la notte una miscela di latti speciali, evitando in questo modo l'ipoglicemia.

## Terapia
Per curare la glicogenosi bisognerebbe correggere il difetto enzimatico della persona affetta da questa malattia. Ciò è attualmente impossibile perché la terapia genica è ancora in fase sperimentale.